# 台65線
台65線（たいろくじゅうごせん）は、新北市五股区から同市土城区に至る台湾の東西向快速公路であり、別称は「新北市特二号道路（しんぼくしとくにごうどうろ）」。

## 概要
- 全長：12.469Km
- 起点：新北市五股区
- 終点：新北市土城区（国道3号土城IC）
- 経由地：

## 歴史
| 年 | 月日 | 事跡 |
| -- | ---- | ---- |

## 通過する自治体
- 新北市
  - 五股区 - 泰山区 - 新荘区 - 板橋区 - 土城区

## インターチェンジなど
| 起点から (km) | 施設名       | 接続路線名                       | 備考               | 所在地 | 所在地 |
| ------------- | ------------ | -------------------------------- | ------------------ | ------ | ------ |
| 0.0           | 五股端       | 国道1号 市道107甲線              | 2010年12月8日開通  | 新北市 | 五股区 |
| 1.2           | 泰山IC       | 国道1号 市道107甲線              | 2010年12月8日開通  | 新北市 | 泰山区 |
| 2.4           | 新荘一IC/JCT | 台1線高架道路 （新北大道）       | 2010年12月8日開通  | 新北市 | 新荘区 |
| 4.2           | 新荘二IC     | 台1甲線                          | 2010年12月8日開通  | 新北市 | 新荘区 |
| 6.6           | 板橋一IC     | 板城路                           | 2013年1月31日開通  | 新北市 | 板橋区 |
| 8.2           | 板橋二IC     | 県民大道                         | 2011年10月22日開通 | 新北市 | 板橋区 |
| 11.4          | 土城一IC     | 城林路、亞洲路、城林橋、擺接堡路 | 2011年10月22日開通 | 新北市 | 土城区 |
| 12.2          | 土城二IC     | 台3線                            | 2011年10月22日開通 | 新北市 | 土城区 |
| 12.469        | 土城IC/JCT   | 国道3号                          | 2011年10月22日開通 | 新北市 | 土城区 |